# Nystalus radiatus
Barbudo-barrado, rapazinho-listrado ou rapazinho-barrado (Nystalus radiatus) é uma espécie de ave da família Bucconidae. Pode ser encontrada ao leste do Panamá, noroeste da Colômbia e oeste do Equador. É incomum em toda a sua distribuição, habitando florestas tropicais e subtropicais úmidas, vegetação secundária e florestas abertas.

## Descrição
N. radiatus possui cerca de 20–22 cm. A plumagem é em geral fulva, fortemente barrada em preto. Possui uma grande mancha amarela-esbranquiçada entre o olho e a base superior do bico, que é amarelo-acinzentado a enegrecido. A coroa, as partes superiores e a cauda são fortemente barradas em preto. O queixo é esbranquiçado e as partes inferiores são pálidas, com barras pretas finas exceto no abdômen central. A cauda é longa e estreita, ligeiramente graduada, castanha com barras pretas. As partes inferiores são escassamente barradas em preto.